# Mischling
Mischling (tysk for "blanding", flertal: Mischlinge) var en nedgørende racistisk betegnelse anvendt i nationalsocialistisk raceteori og racelovgivning i Nazi-Tyskland i årene 1935-1945, om de mennesker inde for den tyske magtsfære som var af delvis jødisk afstamning.
Begrebet har været genstand for forskning af historikere efter 2. verdenskrig. På tysk har ordet endvidere betydning af neutralt synonym for "hybrid" eller "bastard". Ordet har samme oprindelse som det spanske "mestizo" og det franske "métis", og kommer af ordet "blanding". Ordet var også almindeligt i det tyske sprog før Hitler-regimet begyndte at anvende det i sin racelovgivning under Nürnberglovene.

## De første nationalsocialistiske anti-jødiske love
i NSDAPs partiprogram fra 1920 findes der ingen definition på, hvad en jøde er. da NSDAP tog magten i 1933, stod det over for et problem; Partiet var ekstremt anti-semittisk, og havde i årevis lovet sine tilhængere, at når magtovertagelsen var et faktum, skulle "det jødiske problem" løses. Der fandtes dog ingen enighed om, hvad en jøde faktisk var. Dette problem blev presserende og fandt en juridisk løsning i 1935. Imidlertid fandt de første forsøg på anti-jødisk lovgivning sted allerede i 1933, da man d. 7. april dette år vedtog loven om "genoprettelse af embedsstanden". Den skabte grundlaget for, at alle ikke-ariske embedsmænd kunne afskediges. Der blev imidlertid indført undtagelser for jødiske krigsdeltagere og deres børn. Denne lov øgede behovet for en klar definition af, hvem der var jøde.

## Den nationalsocialistiske definition på en jøde
Ved NSDAPs rigspartidag i september 1935 blev Rigsborgerloven og Loven til beskyttelse af tysk blod og tysk ære vedtaget. Hitler gav ordre til at disse love blev udarbejdet, hvorefter de blev skrevet på to dage. To eksperter fra indenrigsdepartementet, Misisterialrat Franz Albrecht Medicus og Ministerialrat Bernhard Lösener blev tilkaldt til Nürnberg. Da de ankom, mødtes de med Staatssekretäre Hans Pfundtner og Wilhelm Stuckart, Ministerialrat Hanns Seel, Ministerialrat Karl Sommer og flere andre for at skrive lovene. De var færdige med arbejdet den. 15. september. Loven slog fast, at kun personer af "tysk blod" lan være rigsborgere i Tyskland. Herefter manglede man så en definition på hvad en jøde var, og Stuckart og dr. Lösener påbegyndte dette arbejde. Deres løsning blev inkorporeret i Rigsborgerloven af 14. september 1935. I sin endelige form definerede loven en jøde som:
- 1) En person som havde mindst 3 jødiske bedsteforældre (en sådan person var da "fuldjøde" eller "trekvart jøde", eller
- 2) En person som havde to jødiske bedsteforældre (en sådan person betegnedes da som "halvjøde", og
- a) Tilhørte det jødiske religiøse samfund efter 15. september 1935, eller
- b) Var gift med en jødisk person efter 15. september 1935, eller
- c) Var født som barn af to trekvartjøder eller ti "fuldjøder" efter 15. september 1935, eller
- d) Var født som resultat af en udenoms-ægteskabelig forbindelse med en trekvart- eller fuldjøde efter 31. juli, 1936. For at bestemme bedsteforældrenes status havde man som udgangspunkt, at bedsteforælderen var jødisk hvis han eller hun tilhørte det jødiske religiøse samfund.

## Den nationalsocialistiske definition på en "mischling"
Tillægget til Rigsborgerloven bragte også begrebet "Mischling" ind. En Mischling blev defineret som et individ af "blandet jødisk blod", og status blev bestemt således: "En Mischling af første grad var en person som havde to jødiske bedsteforældre, men som:
- a) Ikke tilhørte den jødiske religion efter 15. september 1935, og
- b) Ikke var gift med en jødisk person efter 15. september 19935.
- "En Mischling af anden grad" var en person som havde en jødisk bedsteforælder.

## Definitionerne i praksis
I praksis havde Lösener og Stuckart delt "ikke-ariere" ind i to kategorier; jøder og mischlinger. Mischlingerne var fortsat ikke-ariere, men de anti-semittiske dekreter ramte fremover primært jøder. Mischlingene blev i praksis unddraget den destruktionskampagne jøderne nu var draget ind i.
Imidlertid var der ikke enighed i det nationalsocialistiske embedsmandsværk om dette. På Wannseekonferencen i 1942 dukkede uenigheden op igen, og der blev gjort forsøg på at bringe mischlingene ind i den fysiske tilintetgørelse af jøderne, som allerede var begyndt.

## Wannseekonferencen og mischlinge
En stor del af referatet fra Wannseekonferencen drejer sig om mischlinge. Deltagerne på konferencen diskuterede hvem som skulle underkastes den destruktionsprocess som var i gang. De kom frem til det følgende:
- 1) "Mischlinge af første grad" skulle behandles som "fuldjøder". Undtaget fra dette var:
- a) "Mischlinge af første grad" som havde en tysk ægtefælle og som havde børn som blev klassificeret som "mischling af anden grad".
- b) "Mischlinge af første grad" som var blevet givet høj autoritet af parti (NSDAP) og stat. Hvert enkelt individ måtte tjekkes.

Enhver "mischling af første grad" som var undtaget fra destruktionsprocessen måtte steriliseres.
"Mischlinge af anden grad" skulle i princippet have samme status som tyskere, undtagen i følgende tilfælde, hvor de ville blive betragtet som jøder:
- a) Hvis en "mischling af anden grad" var resultatet af, at begge forældre var mischlinge, er den pågældende person underlagt destruktionsprocessen.
- b) En "mischling af anden grad" kunne klassificeres på basis af udseende. Hvis han/hun så jødisk ud, ville denne person blive udsat for destruktionsprocessen.
- c) Hvis en "mischling af anden grad" viste adfærd, der indikerer, at han "følte sig jødisk", ville han blive udsat for destruktionsprocessen.

Selv om en sådan person var gift med en tysker, skulle ingen undtagelser gøres.
Selv om dette blev aftalt på Wannseekonferencen, blev resultatet, at det var folk af kategorien "fuldjøder", der blev dræbt - undtagen "fuldjøder" i blandede ægteskaber. "Mischlinge", både af første og anden grad, var således i praksis fritaget for udryddelse.

## Antal mennesker klassificeret som "mischlinge"
I henhold til folketællingen i Tyskland i 1939, var der rundt regnet 72.000 "mischlinge af første grad" og 39.000 "mischlinge af anden grad". Tusindvis af "kvartjøder" og "halvjøder" gjorde tjeneste i de tyske styrker under 2. Verdenskrig. Blandt disse var flere generaler og mindst en feltmarskal.

## Prominente mischlinge
- Den senere rigskansler Helmut Schmidt, "mischling af anden grad"[8]
- Krigsmarinekaptajn Bernhard Rogge, "mischling af anden grad"
- Wehrmach-soldat brugt i nationalsocialistisk propaganda Werner Goldberg, "mischling af første grad"
- Luftwaffe feltmarskal Erhard Milch (jødisk far og kristen mor), "mischling af første grad", reklassificeret som arier af Adolf Hitler.
- Luftwaffe general Helmut Wilberg, "mischling af første grad" og reklassificeret som arier af Adolf Hitler i 1935.
- General Johannes Zukertort, "mischling af første grad".
- Oberst Walter H. Hollaender, "mischling af første grad".
- Kommandør Paul Ascher, "mischling af første grad"
- Soldat tildelt Jernkorset, Horst Geitner, "mischling af første grad".

## Påstande om Hitler som mischling
Det er blevet spekuleret i, om Adolf Hitler var "mischling af anden grad", og at han selv måtte have været bekymret for muligheden. Denne historie er blevet aflivet som en myte, men findes i flere versioner. Kort sagt går man ud fra, at Hitlers bedstemor havde været tjenestepige hos familien Rothschild] i Wien. En anden version er skrevet af Hans Frank og fortæller, at han i 1930 havde set et brev fra Hitlers nevø, William Patrick Hitler (søn af Hitlers halvbror Alois), hvori han truede med at fortælle verden, at Adolf Hitler var kvartjøde. Hans Frank skulle efter sigende have undersøgt sagen og konkluderet, at Mara Anna Schicklgruber havde født en søn, da hun var kok for den jødiske Frankenberger-familie i Graz.
Benævnte Frankenbergers far skal have betalt Maria Anna børnebidrag indtil barnet var 14 år. Franks historie vandt mere og mere udbredelse i 1950'erne, men er siden blevet tilbagevist af historikere. Der var ingen jødisk familie ved navn Frankenberger i Graz i 1830'erne, og der var slet ingen jøder i Steiermark på dette tidspunkt. Der boede en familie ved navn Frankenreiter, men denne var ikke jødisk. Intet tyder på, at Maria Anna nogensinde har boet i Graz, eller at hun var ansat hos slagteren Leopold Frankenreiter. Der er heller ikke noget, der tyder på, at selve historien om afpresning er sand. Hans Franks fortælling er dikteret på et tidspunkt, hvor han sad og ventede på at blive henrettet for forbrydelser mod menneskeheden.